# Neofabricia myrtifolia
Neofabricia myrtifolia är en myrtenväxtart som först beskrevs av Joseph Gaertner, och fick sitt nu gällande namn av Joy Thomps.. Neofabricia myrtifolia ingår i släktet Neofabricia och familjen myrtenväxter. Inga underarter finns listade i Catalogue of Life.